# Lyces constricta
Lyces constricta là một loài bướm đêm thuộc họ Notodontidae. Nó được tìm thấy ở Atlantic coastal forest của Brasil from Bahia to Rio Grande do Sul.